# Euphyia crocota
Euphyia crocota là một loài bướm đêm trong họ Geometridae.